# کمون بوبانزا
کمون بوبانزا (به لاتین: Commune of Bubanza) یک کومون در بوروندی است که در بودانزا، بوروندی واقع شده‌است.

## خصوصیات
کمون بوبانزا ۲۲۴٫۸۲ کیلومترمربع مساحت و ۸۳٬۶۷۸ نفر جمعیت دارد و ۱٬۲۰۰ متر بالاتر از سطح دریا واقع شده‌است.